# Фрид, Майкл
Майкл Фрид (англ. Michael Fried; род. 1939, Нью-Йорк) — американский художественный критик, историк живописи, теоретик современного искусства, педагог. Именной профессор Zanvyl Krieger School of Arts and Sciences.

## Биография
В 20 лет блестяще окончил Принстон, где слушал лекции Клемента Гринберга, испытал его глубокое влияние. Затем учился в Мертон-колледже (Оксфорд) у Ричарда Уоллхейма, в Университетском колледже в Лондоне, окончил Гарвард (1968), где сблизился с философом Стэнли Кавеллом. Защитил диссертацию о творчестве Эдуара Мане. В Великобритании подружился со скульптором Энтони Каро, в США — с Джулсом Олицки и Кеннетом Ноландом. С 1965 публиковался в журнале Artforum, где в 1967 выступил с критикой минимализма. Дружил с Барбарой Роуз и Фрэнком Стеллой, стал крёстным отцом их дочери. С 1968 преподавал в Гарварде, с 1975 — в Университете Джонса Хопкинса, где работает по сей день. Выступал оппонентом Гарольда Розенберга. Читал лекции в Национальной галерее в Вашингтоне (A. W. Mellon lectures в 2002 году). В последние годы активно исследует фотоискусство — творчество Джеффа Уолла, Андреаса Гурски и др. Опубликовал три книги стихов. Отмечен Mellon Distinguished Achievement Award.

## Труды
- Absorption and Theatricality: Painting and Beholder in the Age of Diderot. Berkeley: University of California Press, 1980 (премия Готтшалка)
- Realism, Writing, Disfiguration: On Thomas Eakins and Stephen Crane. Chicago; London: University of Chicago Press, 1987 (премия Чарлза Элдриджа)
- Courbet’s Realism. Chicago; London: University of Chicago Press, 1990
- Manet’s Modernism. Chicago; London: University of Chicago Press, 1996
- Art and Objecthood: Essays and Reviews. Chicago; London: University of Chicago Press, 1998
- Menzel’s Realism: Art and Embodiment in Nineteenth-Century Berlin. London; New Haven: Yale UP, 2002
- Why Photography Matters as Art as Never Before. London; New Haven: Yale UP, 2008

### На русском языке
- Фрид М. Искусство и объектность. — М.: V-A-C Press; Artguide s.r.o., 2025. — 472 с. ISBN 978-5-907183-67-4

## Публикации on line
- В чём значение фотографии? Интервью, 2007